# Sepia longipes
Sepia longipes е вид главоного от семейство Sepiidae.

## Разпространение
Видът е разпространен в Провинции в КНР, Тайван, Южна Корея и Япония (Кюшу, Рюкю, Хоншу и Шикоку).